# C15orf40
C15orf40 (англ. Chromosome 15 open reading frame 40) – білок, який кодується однойменним геном, розташованим у людей на 15-й хромосомі. Довжина поліпептидного ланцюга білка становить 153 амінокислот, а молекулярна маса — 16 353.
| 10         |  | 20         |  | 30         |  | 40         |  | 50         |
| ---------- |  | ---------- |  | ---------- |  | ---------- |  | ---------- |
| MLRLRSGLRH |  | LRATPNTRGS |  | ARLLCAEMPK |  | KAGATTKGKS |  | QSKEPERPLP |
| PLGPVAVDPK |  | GCVTIAIHAK |  | PGSKQNAVTD |  | LTAEAVNVAI |  | AAPPSEGEAN |
| AELCRYLSKV |  | LELRKSDVVL |  | DKGGKSREKV |  | VKLLASTTPE |  | EILEKLKKEA |
| KKT        |  |            |  |            |  |            |  |            |

A: Аланін

C: Цистеїн

D: Аспарагінова кислота

E: Глутамінова кислота

G: Гліцин

H: Гістидин

I: Ізолейцин

K: Лізин

L: Лейцин

M: Метіонін

N: Аспарагін

P: Пролін

Q: Глутамін

R: Аргінін

S: Серин

T: Треонін

V: Валін

Кодований геном білок за функцією належить до фосфопротеїнів. 
Задіяний у такому біологічному процесі, як альтернативний сплайсинг. 